# Le Génie du mal
Pour plus de détails, voir Fiche technique et Distribution.
Le Génie du mal (titre original : Compulsion) est un film de procès américain réalisé par Richard Fleischer, sorti en 1959. Il s'inspire de l'affaire Leopold et Loeb.

## Synopsis
Année 1924, Chicago. Le mépris qu'ils éprouvent pour la société et le sentiment de leur supériorité incitent Judd Steiner et Artie Straus, tous deux issus de « bonnes familles », à se sentir au-dessus des lois. Ils se livrent à plusieurs actes criminels avant d'enlever et d'assassiner un jeune garçon. Ils laissent cependant un indice sur les lieux de ce dernier forfait : les lunettes de l'un d'entre eux. Finalement arrêtés, ils sont défendus par le fameux avocat Jonathan Wilk, adversaire de la peine de mort, qui parvient à leur éviter la peine capitale.

## Fiche technique
- Titre original : Compulsion
- Titre français : Le Génie du mal
- Réalisation : Richard Fleischer
- Scénario : Richard Murphy et Meyer Levin
- Décors : Eli Benneche et Walter M. Scott
- Costumes : Charles Le Maire et Adele Palmer
- Photographie : William C. Mellor
- Montage : William Reynolds
- Musique : Lionel Newman
- Producteur: Richard D. Zanuck
- Société de production : Darryl F. Zanuck Productions
- Société de distribution : Twentieth Century Fox
- Pays de production :  États-Unis
- Langue : anglais américain
- Format : Noir et blanc - 35 mm - 2,35:1 (CinemaScope) - son mono
- Genre : Film dramatique, Film policier, Thriller
- Durée : 103 minutes (1 h 43)
- Dates de sortie :
  - États-Unis : 1er avril 1959
  - France : 13 mai 1959

## Distribution
- Orson Welles (VF : Jean Davy) : Jonathan Wilk
- Diane Varsi (VF : Arlette Thomas) : Ruth Evans
- Dean Stockwell (VF : Michel François) : Judd Steiner
- Bradford Dillman (VF : Michel Roux) : Arthur Straus
- E. G. Marshall (VF : Claude Péran) : Harold Horn
- Martin Milner (VF : Michel Cogoni) : Sid Brooks
- Richard Anderson (VF : Michel Gudin) : Max Steiner
- Robert F. Simon (VF : Raymond Loyer) : lieutenant Johnson
- Ed Binns (VF : Pierre Leproux) : Tom Daly
- Robert Burton (VF : Raymond Rognoni) : M. Straus
- Wilton Graff : M. Steiner
- Louise Lorimer : Mme Straus
- Gavin MacLeod : Padua
- Peter Brocco : Albert, le chauffeur de Steiner
- Dayton Lummis : Dr Allwyn

## Source du film
Le film reprend l'affaire Leopold et Loeb de 1924, déjà exploitée par Alfred Hitchcock avec La Corde (1948). Deux riches étudiants en droit de Chicago se sont rendus coupables du meurtre de Bobby Franks, un jeune garçon âgé de 14 ans. Convaincus de leur intelligence supérieure, ils pensent pouvoir dominer leurs semblables. Ainsi, désireux de prouver leur mépris ainsi que leur supériorité face à la justice et plus largement la société, ils tentent de réaliser le crime parfait au sein de leur propre communauté. Cependant, un malencontreux indice va mettre la police sur leurs traces. Conduisant finalement à leur arrestation, une paire de lunettes, appartenant indubitablement à l'un des deux complices, fut retrouvée sur les lieux du crime. Défendus par leur brillant avocat Clarence Darrow, ils échappent à la peine de mort. Orson Welles, qui joue le rôle de cet avocat, ne prononce que des phrases réellement issues de l'enquête et de la plaidoirie, qui s'étala sur deux journées d'audience. Plaidoirie fondée sur son opposition farouche à la peine capitale, et dans laquelle il défend les notions de vertu, pitié, compassion et amour.

## Analyse du film
Richard Fleischer, qui se destinait d'abord à une carrière de psychiatre alors qu'il était étudiant à l'université, montre les dessous psychologiques de l'affaire et s'interroge sur la fragilité de deux destins, à travers la personnalité fragile des deux assassins, qui se croient pourtant au-dessus de toute loi et de toute morale. « Les personnages de méchants sont presque toujours les plus intéressants », disait le réalisateur. Ce qui l'intéresse, c'est d'expliquer l'inexplicable, décortiquer l'âme du mal et comprendre ce qui à bien pu se tramer dans l'âme dérangée de ces deux criminels. Cet intérêt particulier pour la psychologie des personnages est d'ailleurs l'absence à l'écran du crime lui-même. Fleischer ne filme que les moments qui entourent l'acte, se concentrant sur ses deux protagonistes et sur la relation étrange qui les lie. Au cours de cette analyse, il ne semble jamais prendre parti, aucun jugement ne se dégage de sa présentation des personnages, ni empathie ni condamnation. Fleischer observe, tel un scientifique, le comportement de deux jeunes garçons ayant basculé dans l'inhumanité.
Les mêmes soucis d'objectivité et d'analyse sont appliqués à la peinture faite de l'environnement social des criminels, qui constitue la première partie du film, la seconde étant consacrée au procès. Fleischer reconstitue les années 1920 sans glamour, mais dans la grande sobriété d'une très belle photographie en noir et blanc dirigée par William C. Mellor. Il montre aussi la jeunesse aisée du Chicago de cette époque, pour qui tout est possible et qui se trouve spectatrice d'une criminalité quotidienne et banalisée dans la ville symbole du gangstérisme. À travers sa réflexion sur la justice, il offre par ailleurs à Orson Welles un de ses rôles les plus impressionnants, dont l'apparition, au dernier tiers du film, frappe par son charisme. Son discours : plaider coupable - il n'y a alors pas de jury, seul le président du tribunal décidant de la peine, - mais démontrer que la peine de mort ne doit pas être appliquée et ne grandirait pas la société. Le spectateur n'éprouvant pas la moindre compassion pour les deux étudiants criminels, seules la force du discours et la conviction de celui qui le déclame parviennent à convaincre, dans le film, comme dans la réalité historique du procès.
Avec ce film, Fleischer opère une plongée dans la noirceur de l'âme humaine, tout en conservant un message humaniste, un espoir en l'humanité. Le Génie du mal peut être vu comme le premier film d'une trilogie informelle consacrée à des tueurs psychopathes, des « personnages de méchants », comme disait Fleischer, puisqu'il sera suivi en 1968 par L'Étrangleur de Boston (The Boston Strangler), offrant l'un de ses plus beaux rôles à Tony Curtis, et en 1971 par L'Étrangleur de Rillington Place (10 Rillington Place), l'un des plus grands films du réalisateur.

## Récompenses et distinctions
- Festival de Cannes 1959 : prix d'interprétation masculine pour Dean Stockwell, Bradford Dillman et Orson Welles[2]